# ASN.1
ASN.1 (англ. Abstract Syntax Notation One) — в области телекоммуникаций и компьютерных сетей язык для описания абстрактного синтаксиса данных (ASN.1), используемый OSI. Стандарт записи, описывающий структуры данных для представления, кодирования, передачи и декодирования данных. Он обеспечивает набор формальных правил для описания структуры объектов, которые не зависят от конкретной машины. ASN.1 является ISO- и ITU-T-совместимым стандартом, первоначально был определён в 1984 году в рамках CCITT X.409:1984. Из-за широкого применения ASN.1 в 1988 году перешёл в свой собственный стандарт X.208. Начиная с 1995 года существенно пересмотренный ASN.1 описывается стандартом X.680.

## См.также
- X.690
- IA5STRING

### Стандарты
Описание нотации ASN.1:
- ITU-T Rec. X.680 | ISO/IEC 8824-1 (Specification of basic notation)
- ITU-T Rec. X.681 | ISO/IEC 8824-2 (Information object specification)
- ITU-T Rec. X.682 | ISO/IEC 8824-3 (Constraint specification)
- ITU-T Rec. X.683 | ISO/IEC 8824-4 (Parameterization of ASN.1 specifications)

Описание кодирования ASN.1:
- ITU-T Rec. X.690 | ISO/IEC 8825-1 (BER, CER and DER)
- ITU-T Rec. X.691 | ISO/IEC 8825-2 (PER)
- ITU-T Rec. X.692 | ISO/IEC 8825-3 (ECN)
- ITU-T Rec. X.693 | ISO/IEC 8825-4 (XER)
- ITU-T Rec. X.694 | ISO/IEC 8825-5 (XSD mapping)
- ITU-T Rec. X.695 | ISO/IEC 8825-6 (PER registration and application)
- RFC 3641 (GSER)